# Ceilhes-et-Rocozels

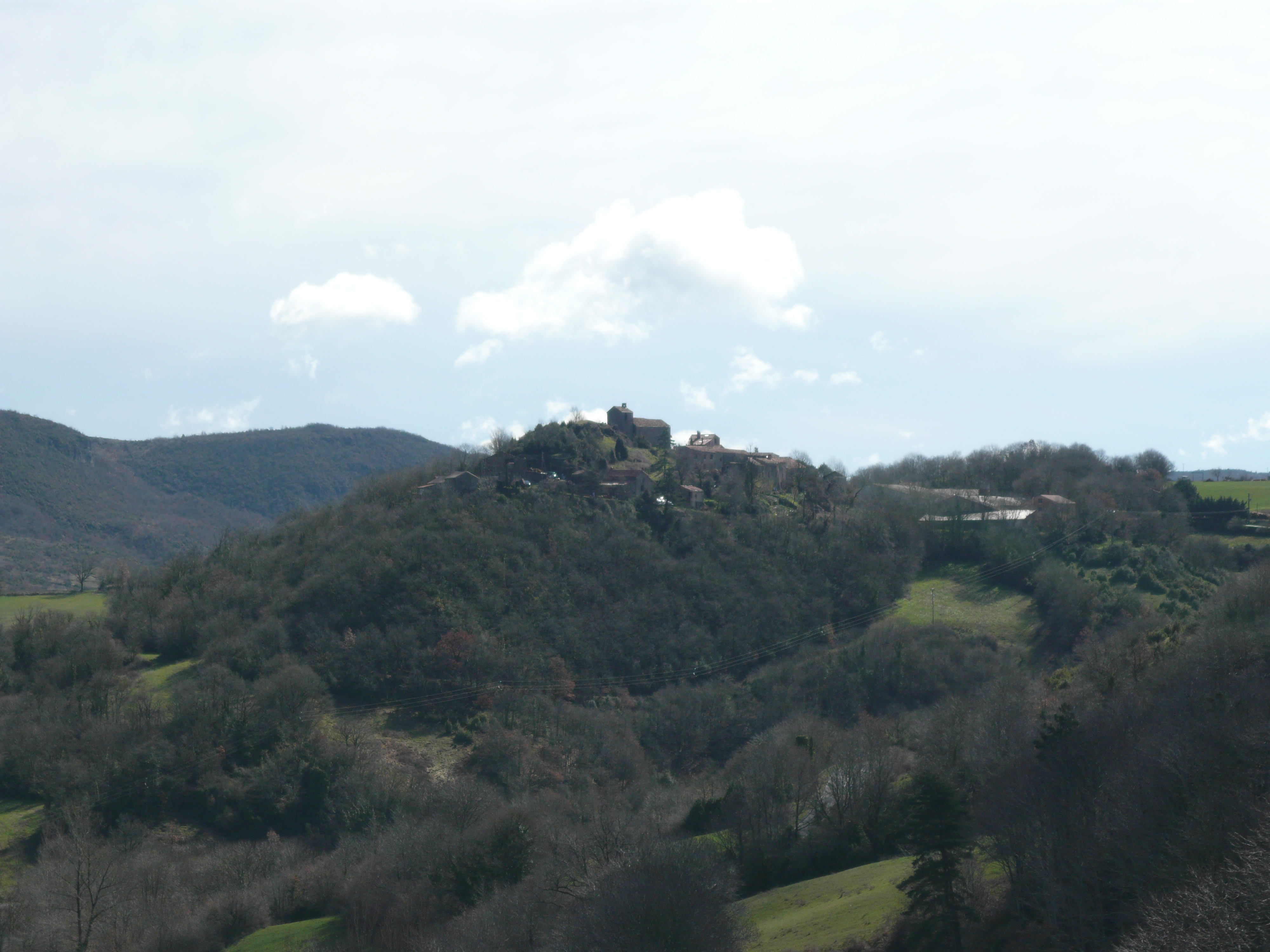
Blick auf Rocozels

Ceilhes-et-Rocozels [sɛj e ʁɔkɔzɛl] (okzitanisch Selha e Rocosèls) ist eine französische Gemeinde mit 247 Einwohnern (Stand 1. Januar 2022) im Département Hérault in der Region Okzitanien. Sie gehört zum Arrondissement Béziers und zum Kanton Clermont-l’Hérault.

## Geografie
Die Gemeinde besteht aus den Dörfern Ceilhes und Rocozels, die 1794 in einer Gemeinde zusammengefasst wurden, sowie mehreren Weilern. Sie liegt am oberen Orb an der Grenze zum Département Aveyron, etwa 33 Kilometer südlich von Millau zwischen der Hochebene Causse im Norden und der Bergkette Monts de l’Espinouse im Südwesten. Das Gemeindegebiet gehört zum Regionalen Naturpark Haut-Languedoc.

## Bevölkerungsentwicklung
| Jahr      | 1962 | 1968 | 1975 | 1982 | 1990 | 1999 | 2008 | 2017 |
| Einwohner | 364  | 397  | 405  | 358  | 283  | 256  | 307  | 324  |

## Sehenswürdigkeiten

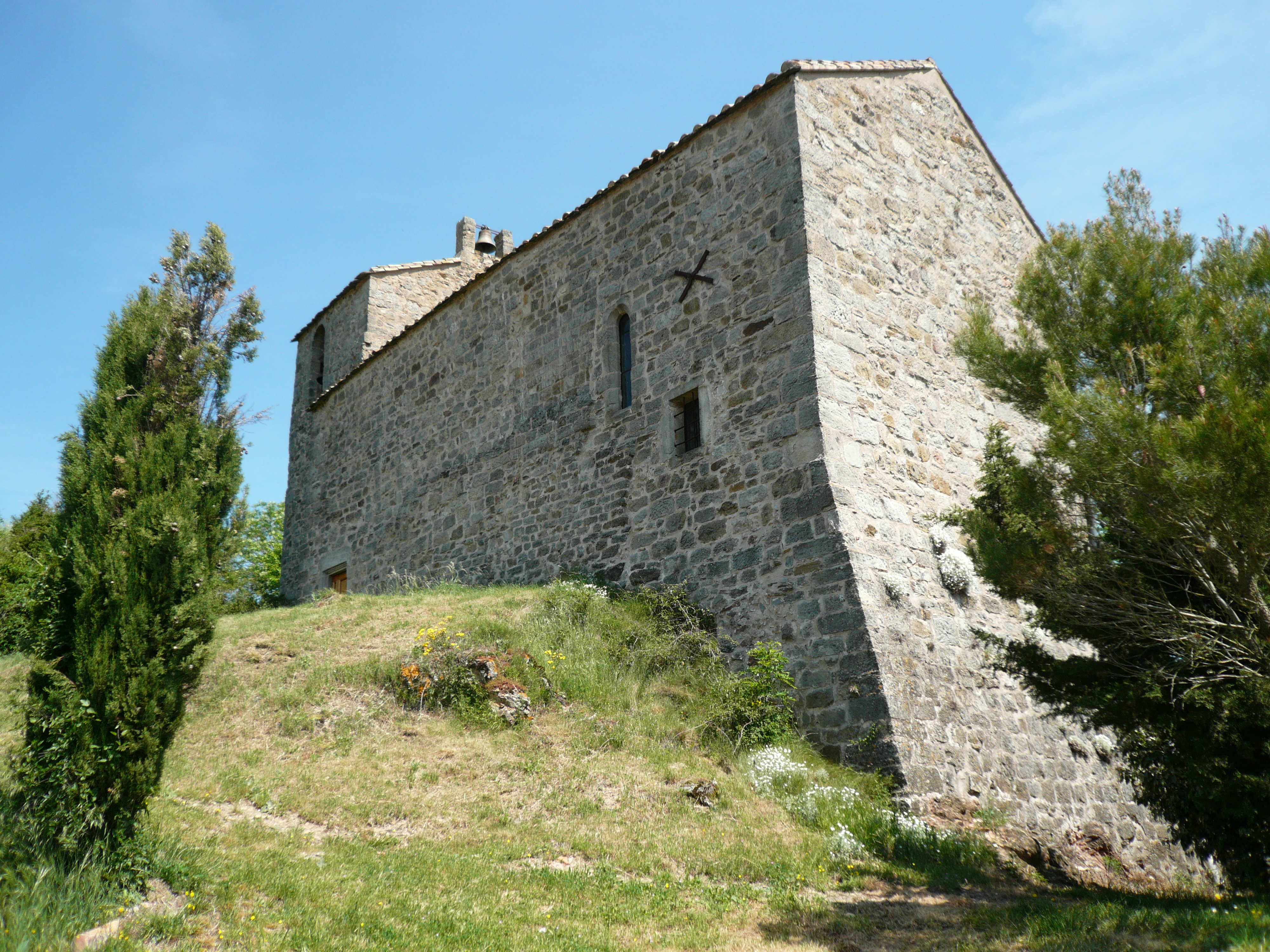
Kirche von Rocozels

- Kirche Saint-Jean-Baptiste in Ceilhes (12. Jahrhundert)
- Stadtmauer von Ceilhes
- Schloss Bouloc (10./12. Jahrhundert und 18. Jahrhundert, 1964 zerstört)
- Ferme du Batiment
- Brücke über den Orb (14. Jahrhundert)
- Kapelle Notre-Dame (12. Jahrhundert)
- Kirche von Rocozels (ab 12. Jahrhundert)

Ansichten von Ceilhes
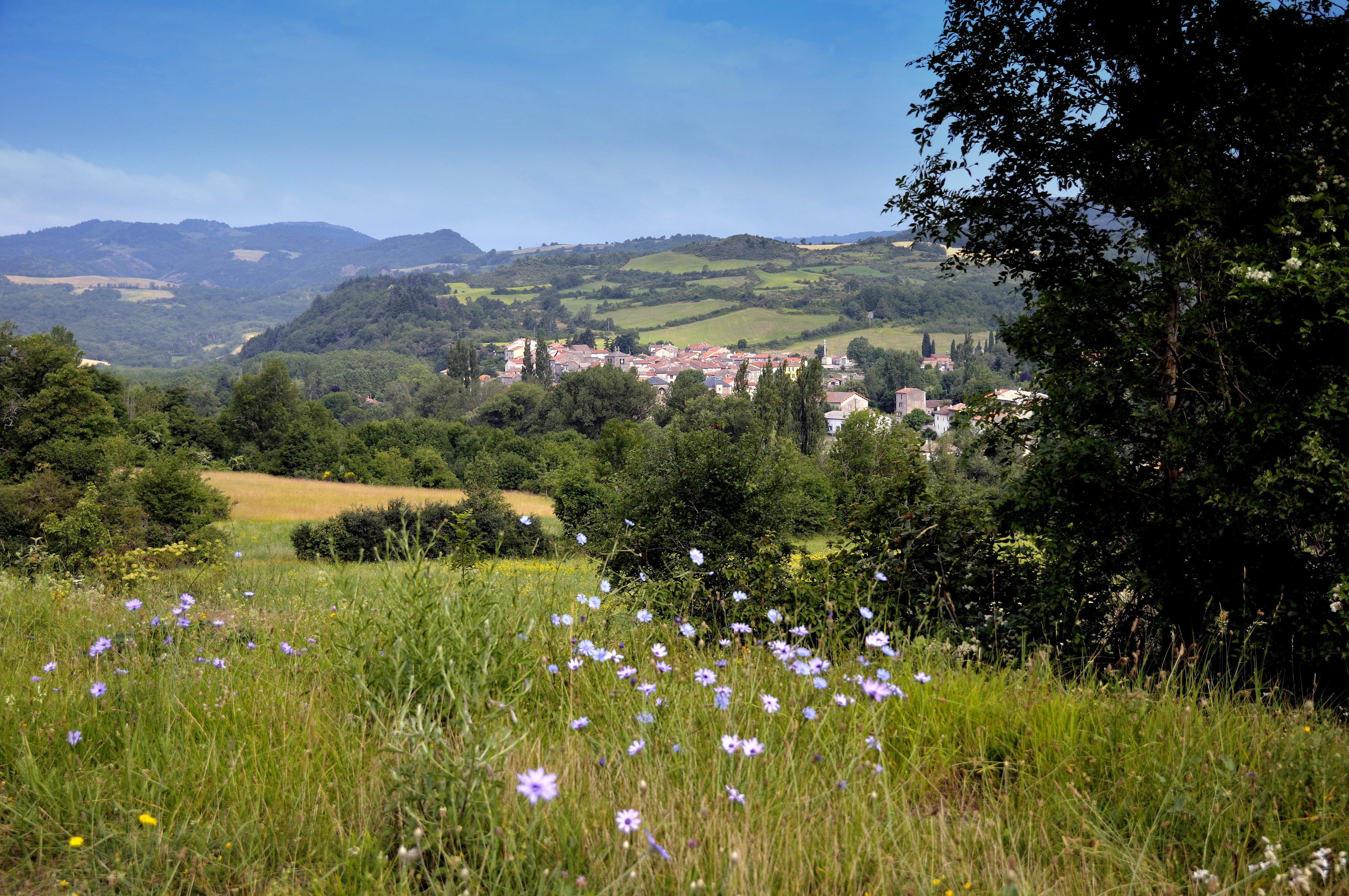
Ortsansicht
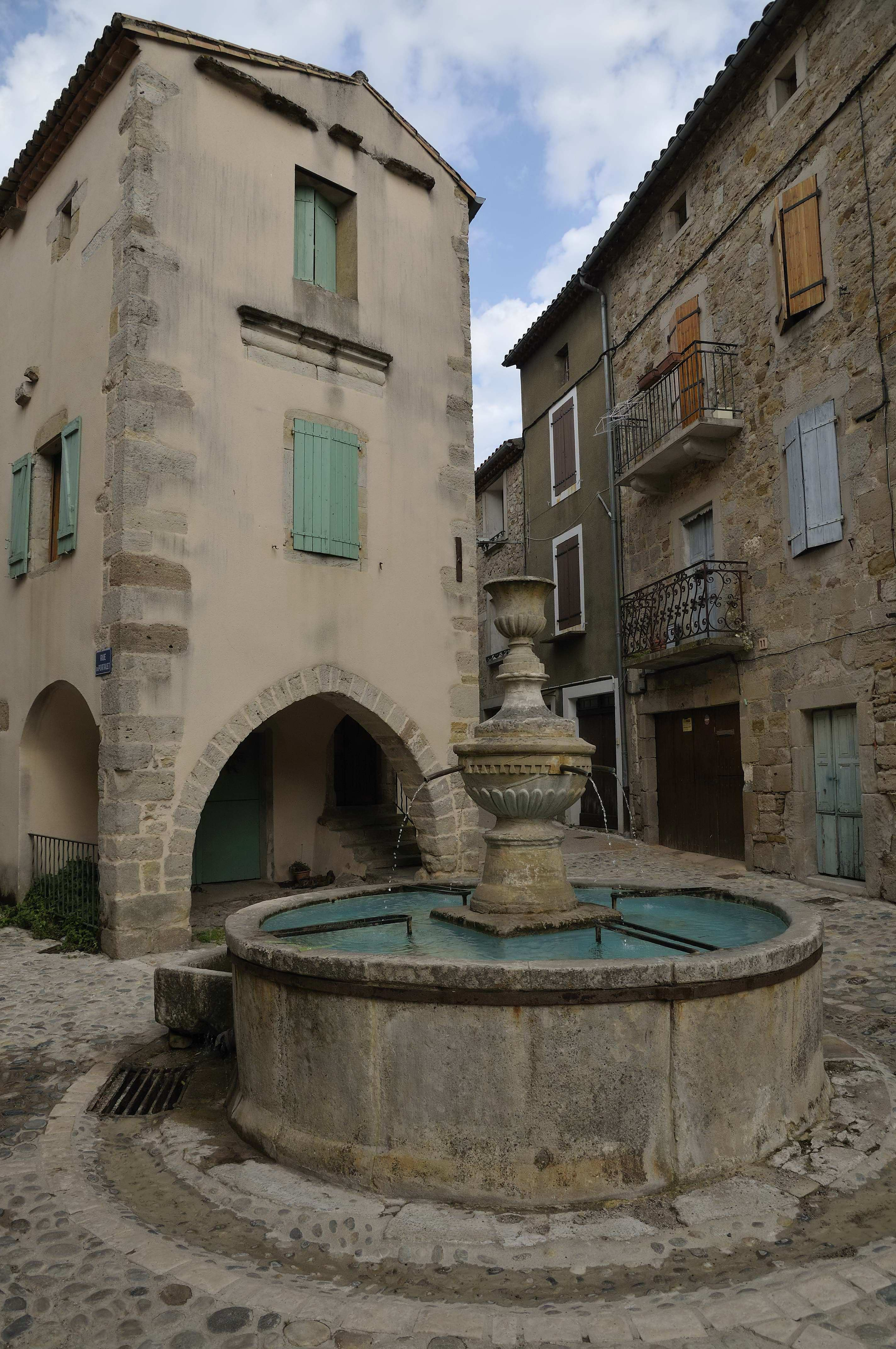
Marktplatz
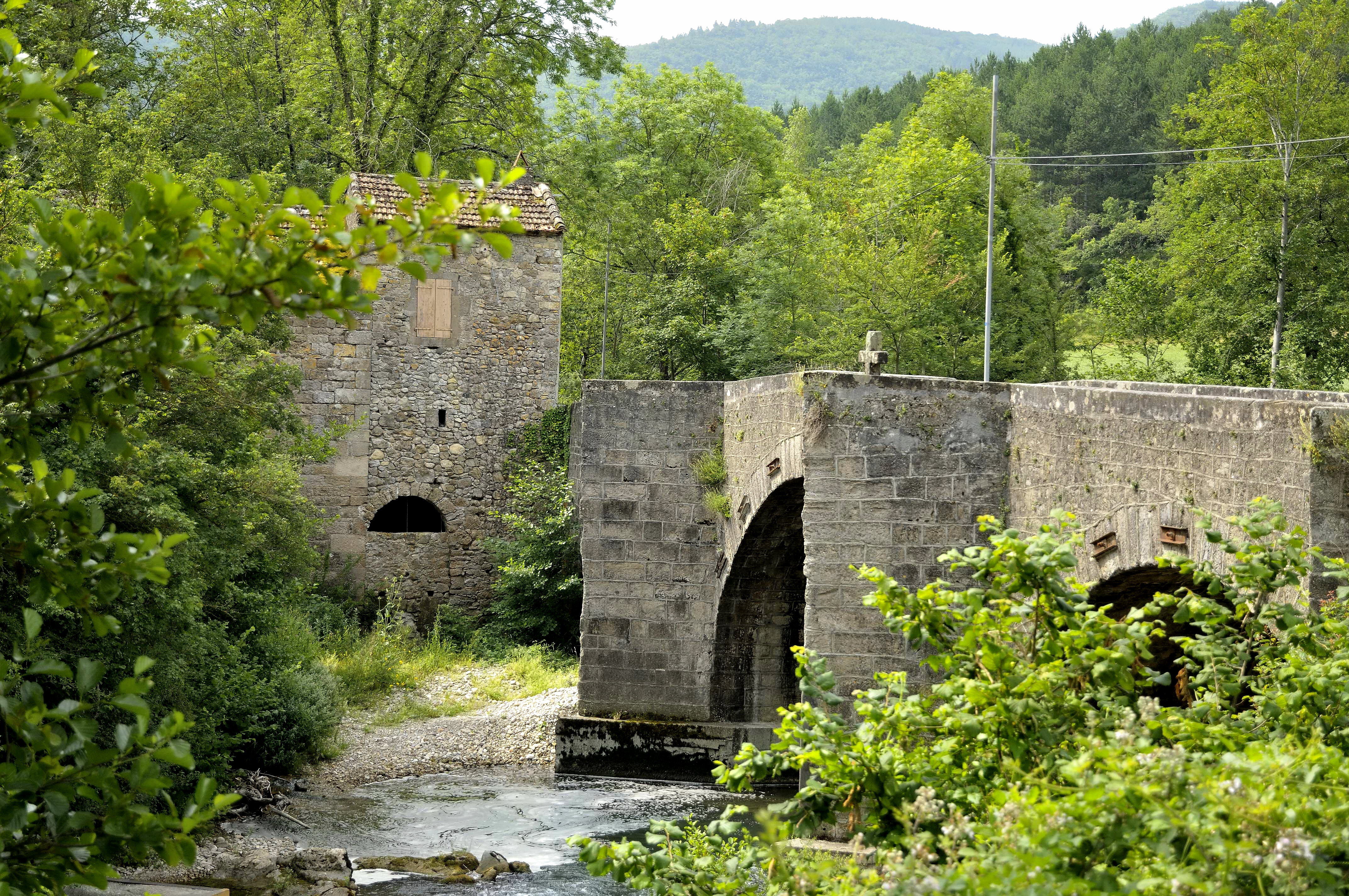
Brücke
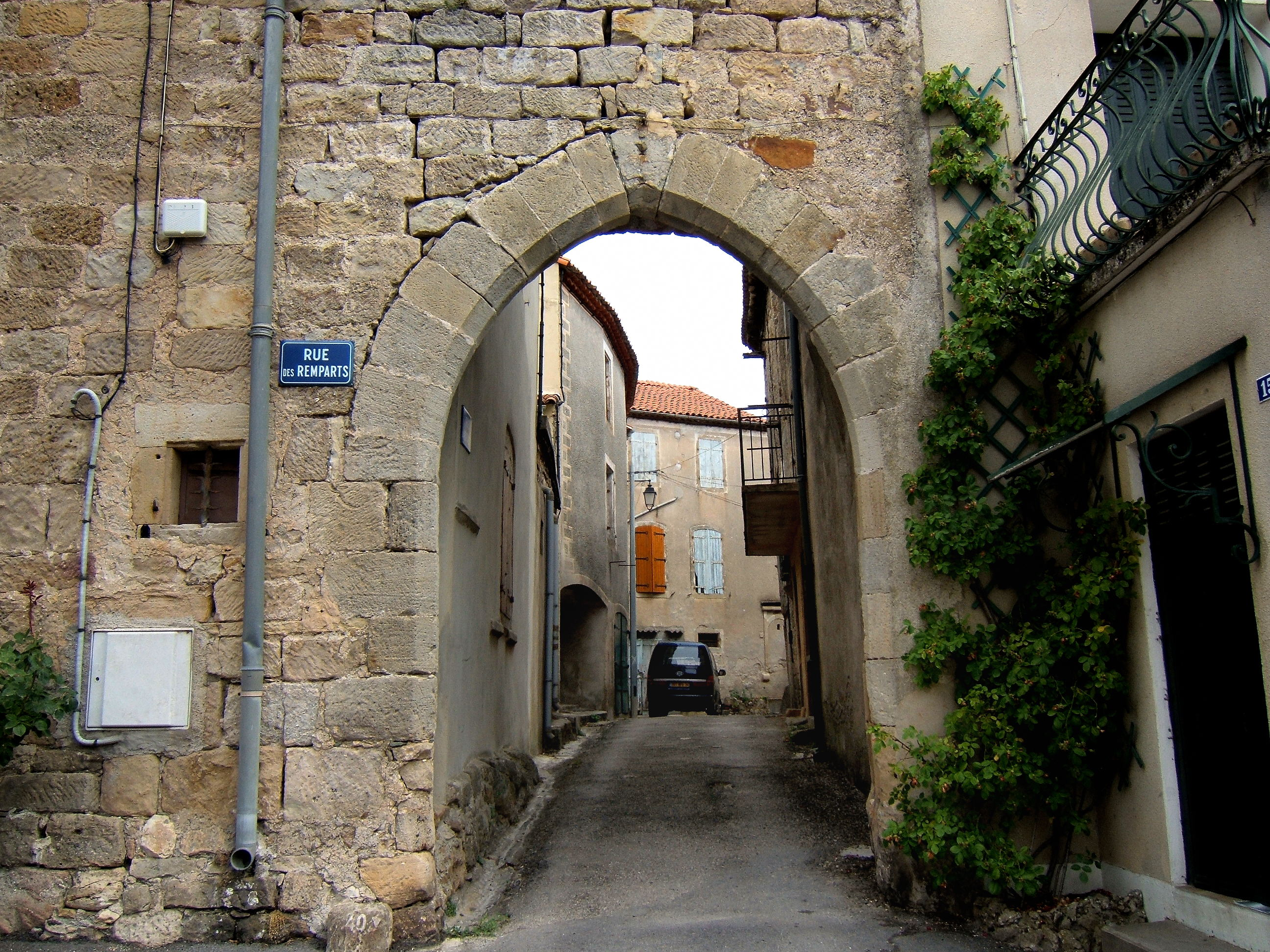
Stadttor
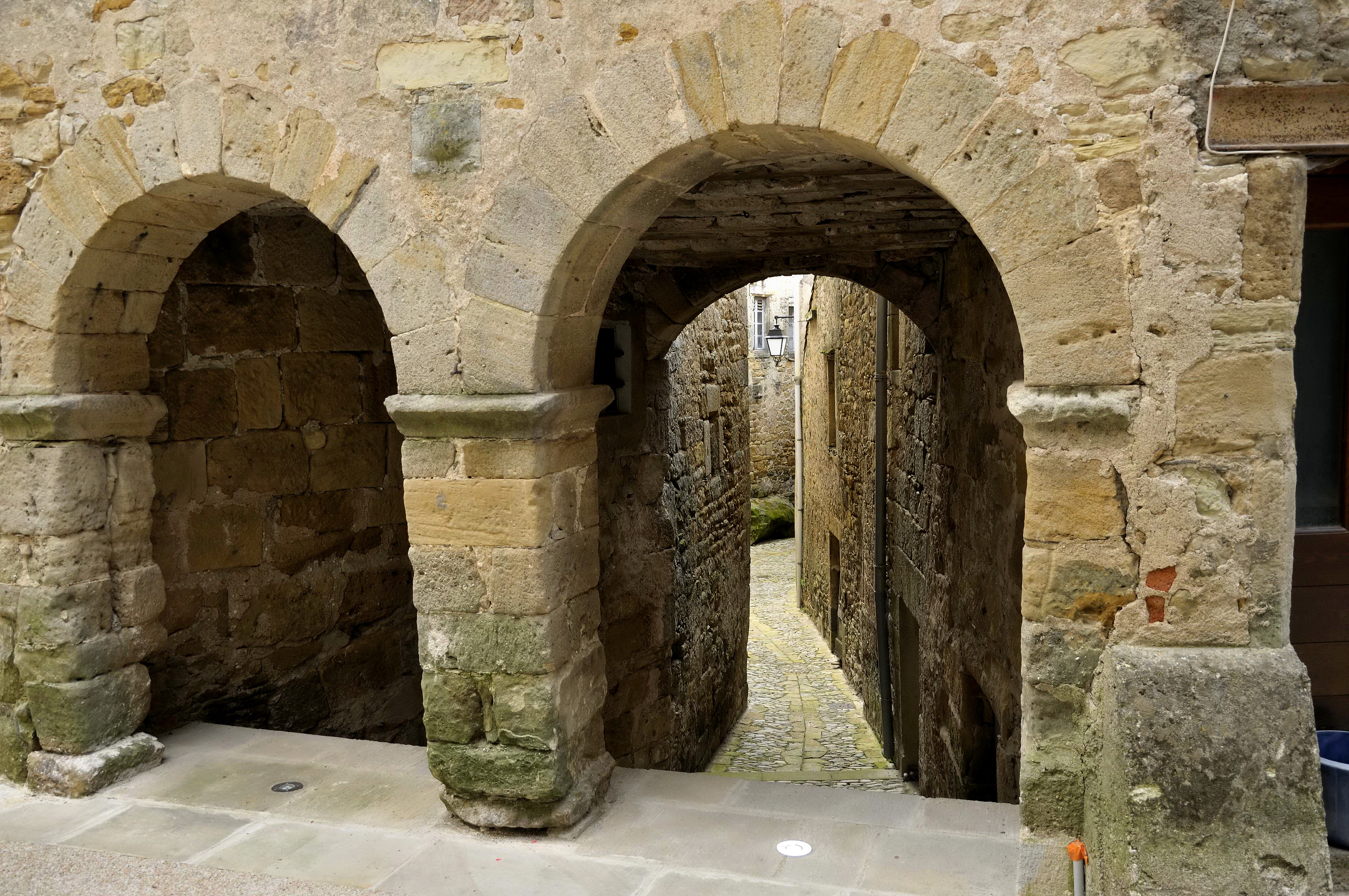
Calade
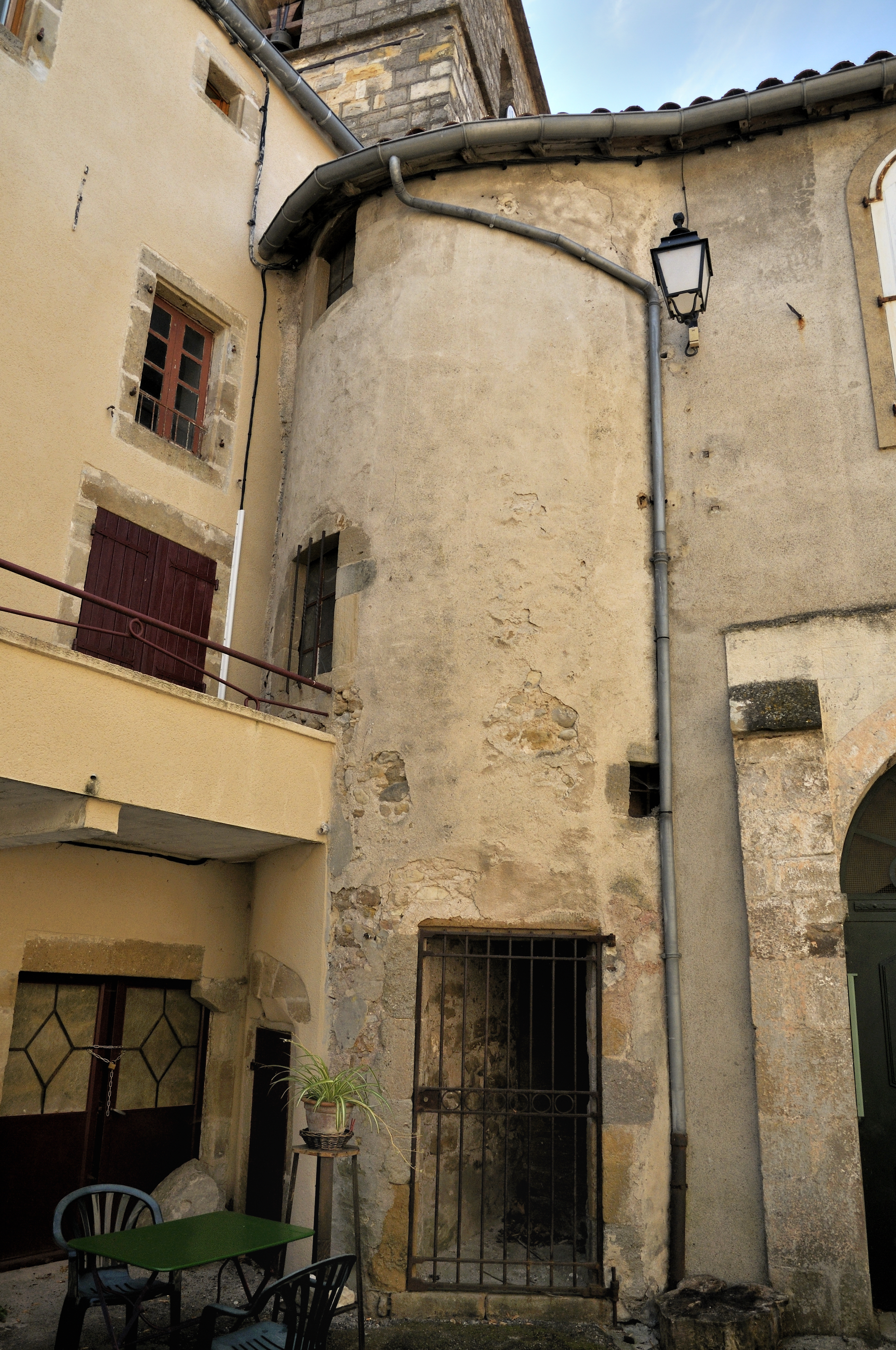
Treppenturm
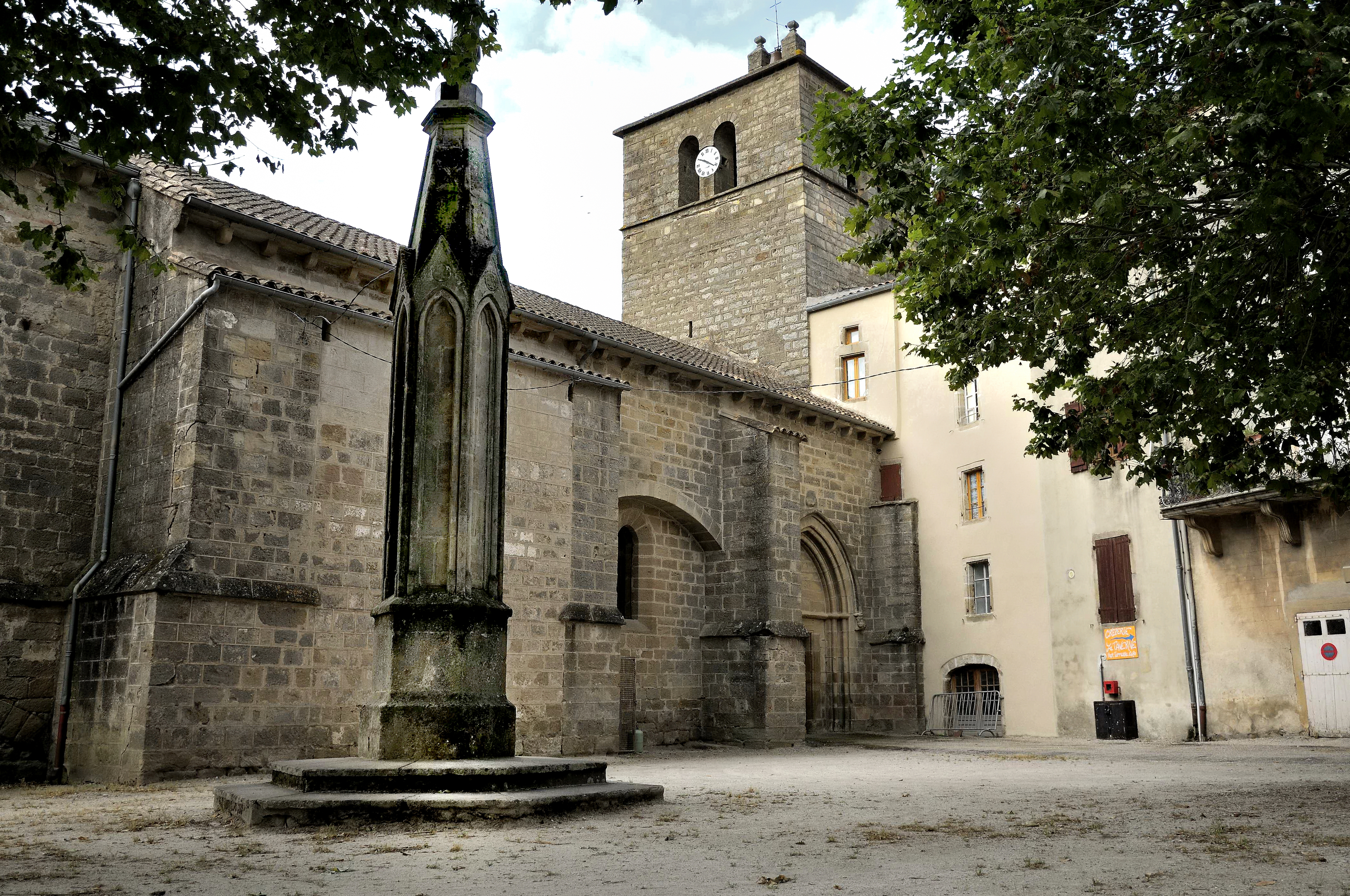
Kirche Saint-Jean-Baptiste
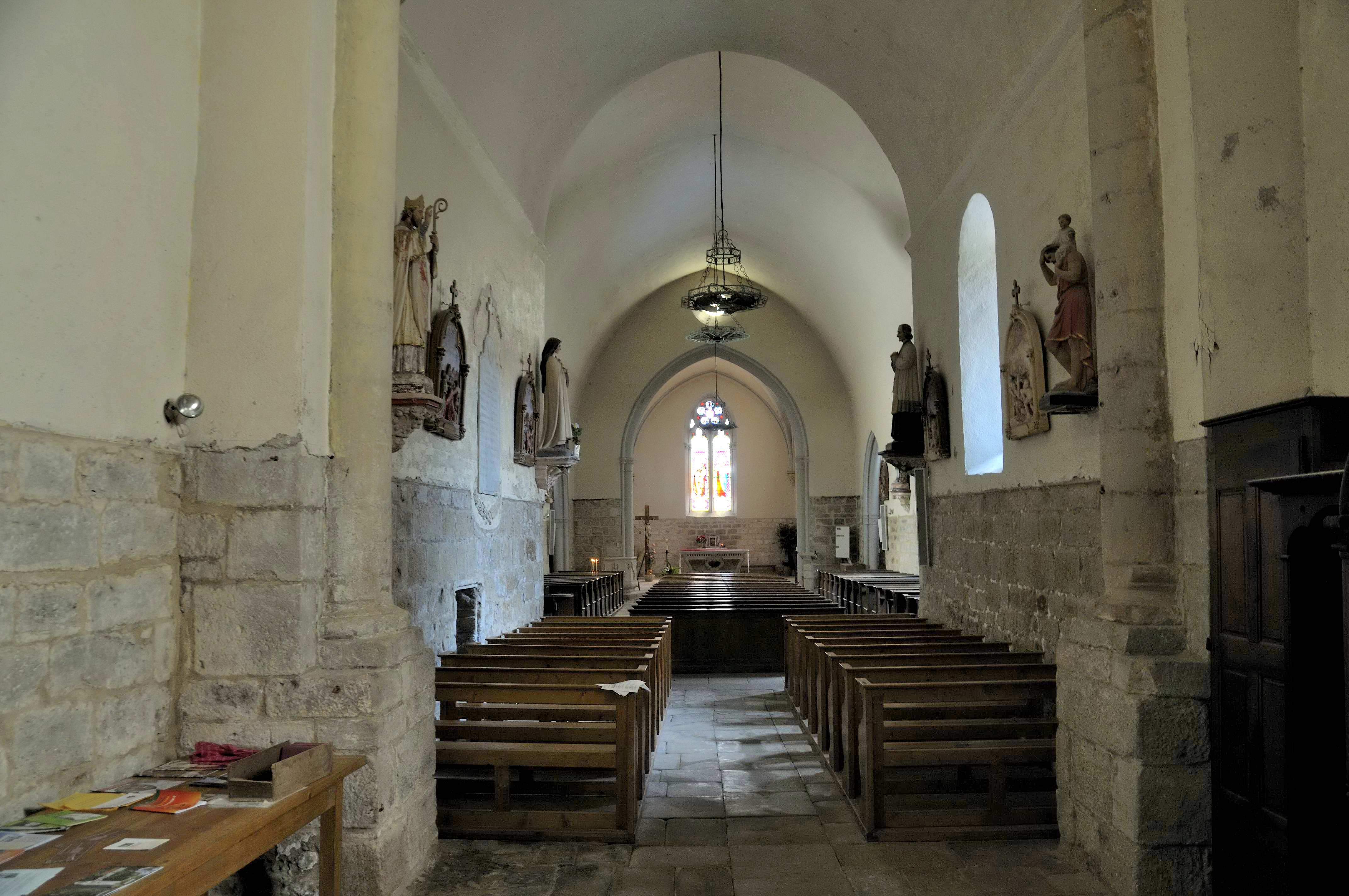
Innenansicht der Kirche

## Persönlichkeiten
- Guillaume IV. de Rocozels, Bischof von Béziers 1198–1205
- Raymond III. de Rocozels, Bischof von Lodève 1263–1280
- Marie de Fleury (1661–1692), Schwester von André Hercule de Fleury (1653–1743), Bischof von Fréjus 1699–1715 und Minister Ludwigs XV., Ehefrau von Bernardin de Rosset de Rocozels, Seigneur de Bouloc
- Jean Hercule de Rosset de Rocozel (1683–1748), deren Sohn, geboren auf Schloss Bouloc
- Pons de Rosset de Rocozels de Fleury (1690–1763), Marquis de Rocozels
- André Hercule de Rosset de Rocozel (1715–1788), Maréchal de camp, Gouverneur und Leutnant von Lothringen
- Pierre Augustin Bernardin de Rosset de Rocozel (1717–1780), Bischof von Chartres (1747–1780)
- Henri Marie Bernardin de Rosset de Rocozel (1718–1781), Erzbischof von Tours (1751–1775), Erzbischof von Cambrai (1774–1781)
- André Hercule Marie Louis de Rosset de Rocozel de Fleury (1770–1815), letzter Herzog von Fleury, Pair de France. ⚭ Anne Françoise Aimée de Franquetot de Coigny (1769–1820)
- Abbé Antoine Tarroux († 1877), Vikar von Ceilhes, Gründer der Congrégation des Sœurs minimes de la Doctrine chrétienne.
- Charles Bonami (1908–1987), Historiker, geboren in Ceilhes.
- Lucette Allègre (1913–2009), Lehrerin, Widerstandskämpferin
- Claude Allègre (1937–2025), Politiker und Minister, Sohn von Lucette Allègre